# أوسكار رامزي
أوسكار رامزي (بالإنجليزية: Oscar Ramsay)‏ هو لاعب كرة قدم نيوزيلندي في مركز الوسط، ولد في 22 مايو 1997 في أوكلاند في نيوزيلندا. لعب مع شارلوت إندبنتنس.